# Quyền LGBT ở Quần đảo Faroe
Quyền của người đồng tính nữ, đồng tính nam, song tính và chuyển giới (tiếng Faroe: lebba, bøssi, tvíkyndur og transkyndur; tiếng Đan Mạch: lesbiske, bøsser, biseksuelle og transpersoner) ở Quần đảo Faroe tương đối giống với Đan Mạch. Tuy nhiên, tiến trình của quyền LGBT đã chậm hơn. Mặc dù hoạt động tình dục đồng giới đã hợp pháp tại Quần đảo Faroe từ những năm 1930, các cặp đồng giới không bao giờ có quyền quan hệ đối tác đã đăng ký. Vào tháng 4 năm 2016, Løgting (Nghị viện Faroese) đã thông qua luật hợp pháp hóa dân sự hôn nhân đồng giới ở Faroes, công nhận hôn nhân đồng giới được thành lập ở Đan Mạch và nước ngoài và cho phép nhận con nuôi LGBT. Điều này đã được phê chuẩn bởi Folketing (Quốc hội Đan Mạch) vào tháng 4 năm 2017. Luật đã có hiệu lực vào ngày 1 tháng 7 năm 2017.

## Bảng tóm tắt
| Hoạt động tình dục đồng giới hợp pháp                                                                                       | (Từ năm 1933)                                       |
| Độ tuổi đồng ý (15) | (Từ năm 1988)                                       |
| Luật chống phân biệt đối xử trong việc làm                                                                                  | No                                                  |
| Luật chống phân biệt đối xử trong việc cung cấp hàng hóa và dịch vụ                                                         | No                                                  |
| Luật chống phân biệt đối xử trong tất cả các lĩnh vực khác (bao gồm phân biệt đối xử gián tiếp, ngôn từ kích động thù địch) | (Từ năm 2007)                                       |
| Luật chống phân biệt đối xử liên quan đến bản sắc giới                                                                      | No                                                  |
| Luật tội phạm thù hận bao gồm xu hướng tình dục                                                                             | (Từ năm 2007)                                       |
| Hôn nhân đồng giới | (Từ năm 2017)                                       |
| Công nhận các cặp đồng giới                                                                                                 | (Từ năm 2017)                                       |
| Con nuôi của các cặp vợ chồng đồng giới                                                                                     | (Từ năm 2017)                                       |
| Con nuôi chung của các cặp đồng giới                                                                                        | (Từ năm 2017)                                       |
| Người LGBT được phép phục vụ trong quân đội                                                                                 | (Đan Mạch chịu trách nhiệm quốc phòng; từ năm 1978) |
| Quyền thay đổi giới tính hợp pháp                                                                                           | (Đang chờ xử lý)                                    |
| Truy cập IVF cho đồng tính nữ                                                                                               | No                                                  |
| Mang thai hộ cho các cặp đồng tính nam                                                                                      | (Cấm cho các cặp vợ chồng dị tính là tốt)           |
| NQHN được phép hiến máu | [ 3 ]                                               |